# Ataenius murchisoni
Ataenius murchisoni är en skalbaggsart som beskrevs av Zdzisława Stebnicka och Henry Fuller Howden 1997. Ataenius murchisoni ingår i släktet Ataenius och familjen Aphodiidae. Inga underarter finns listade.